# Barleriola
Barleriola là chi thực vật có hoa trong họ Acanthaceae.